# Florian Vermeersch
Florian Vermeersch (* 12. März 1999 in Gent) ist ein belgischer Radrennfahrer.

## Sportlicher Werdegang

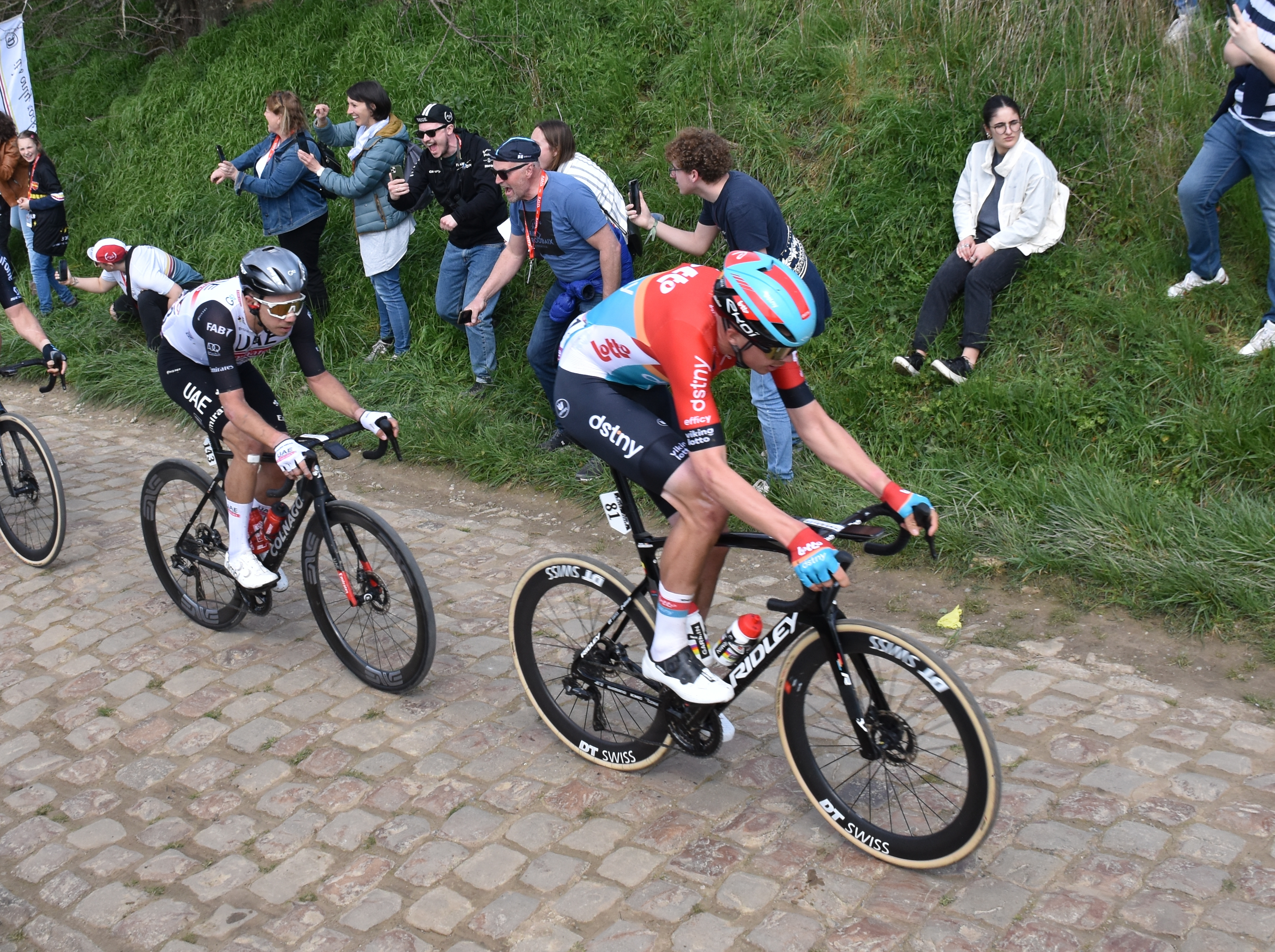
Paris-Roubaix 2023 - Pavé de Quiévy à Saint-Python - N° 81 Florian Vermeersch

Mit dem Radsport begann Vermeersch im Cyclocross, wo er bis 2018 aktiv war. Er belegte bei den Europameisterschaften 2015 den vierten Platz und erreichte mehrere Top-10-Platzierungen im Weltcup bei den Junioren.
Von 2018 an konzentrierte er sich auf den Straßenradsport. Zur Saison 2019 wurde er Mitglied im Nachwuchsteam Lotto-Soudal U23 und wurde auf Anhieb Belgischer U23-Meister im Straßenrennen. Nachdem durch die COVID-19-Pandemie in der Saison 2020 wenig Rennen stattfinden konnte, wurde Vermeersch bereits im Juni 2020 in das UCI WorldTeam von Lotto Soudal übernommen.
Für sein Team gewann Vermeersch die Bergwertung der Tour de Wallonie. Mit der Vuelta a España 2021 nahm er erstmals an einer Grand Tour teil und beendete diese auf Platz 121 der Gesamtwertung. Bei den UCI-Straßen-Weltmeisterschaften 2021 gewann er die Bronzemedaille im Einzelzeitfahren der U23. Im selben Jahr belegte er Platz 2 bei Paris-Roubaix. Seinen ersten Sieg als Profi erzielte er in der Saison 2022, als er das Antwerp Port Epic vor seinem Namensvetter Gianni Vermeersch gewann.
in der Saison 2023 erzielte Vermeersch zahlreiche Spitzenresultate, herausragendes Resultat war der zweite Gesamtrang bei der Renewi Tour. Zudem gewann er bei den Gravel-Weltmeisterschaften 2023 die Silbermedaille. 2024 stürzte er zu Saisonbeginn bei der Murcia-Rundfahrt und brach sich den Oberschenkel, so dass er mehrere Monate ausfiel. Ab Juli fuhr er wieder internationale Rennen, konnte aber auf der Straße noch nicht an die Ergebnisse des Vorjahres anknüpfen. Bei den Gravel-Weltmeisterschaften wurde er jedoch erneut Vizeweltmeister.

## Diverses
Florian Vermeersch studiert Geschichte an der Universität Gent. 2021 wurde er Mitglied des Stadtrates von Lochristi; er trat für die Open Vlaamse Liberalen en Democraten an. Er sitzt dort im Verkehrsausschuss.

## Erfolge
2019
- Belgischer Meister – Straßenrennen (U23)

2021
- Bergwertung Tour de Wallonie
- Weltmeisterschaften – Zeitfahren (U23)

2022
- Antwerp Port Epic

2023
- Weltmeisterschaften – Gravelrennen

2024
- Weltmeisterschaften – Gravelrennen

## Wichtige Platzierungen
| Grand Tour            | 2020 | 2021 | 2022 | 2023 | 2024 |
| --------------------- | ---- | ---- | ---- | ---- | ---- |
| Giro d’ItaliaGiro     | –    | –    | –    | –    | –    |
| Tour de FranceTour    | –    | –    | 107  | 120  | –    |
| Vuelta a EspañaVuelta | –    | 121  | –    | –    | –    |

| Monument                 | 2020 | 2021 | 2022 | 2023 | 2024 | 2025 |
| ------------------------ | ---- | ---- | ---- | ---- | ---- | ---- |
| Mailand–Sanremo          | –    | –    | 125  | –    | –    | –    |
| Flandern-Rundfahrt       | DNF  | DNF  | 76   | 12   | –    | 43   |
| Paris–Roubaix            | –    | 2    | DNF  | 12   | –    | 5    |
| Lüttich–Bastogne–Lüttich | –    | –    | –    | –    | –    |      |
| Lombardei-Rundfahrt      | –    | –    | –    | –    | –    |      |